# Beilschmiedia obtusifolia
Beilschmiedia obtusifolia är en lagerväxtart som först beskrevs av Meissner, och fick sitt nu gällande namn av Ferdinand von Mueller. Beilschmiedia obtusifolia ingår i släktet Beilschmiedia och familjen lagerväxter. Inga underarter finns listade i Catalogue of Life.